# San Esteban Ozolotepec
San Esteban Ozolotepec är en ort i Mexiko.   Den ligger i kommunen Santa María Ozolotepec och delstaten Oaxaca, i den sydöstra delen av landet, 500 km sydost om huvudstaden Mexico City. San Esteban Ozolotepec ligger 2 047 meter över havet och antalet invånare är 427.
Terrängen runt San Esteban Ozolotepec är varierad. Runt San Esteban Ozolotepec är det ganska glesbefolkat, med 27 invånare per kvadratkilometer. Närmaste större samhälle är Los Naranjos Esquipulas, 15,0 km sydväst om San Esteban Ozolotepec. I omgivningarna runt San Esteban Ozolotepec växer huvudsakligen savannskog.